# Drin

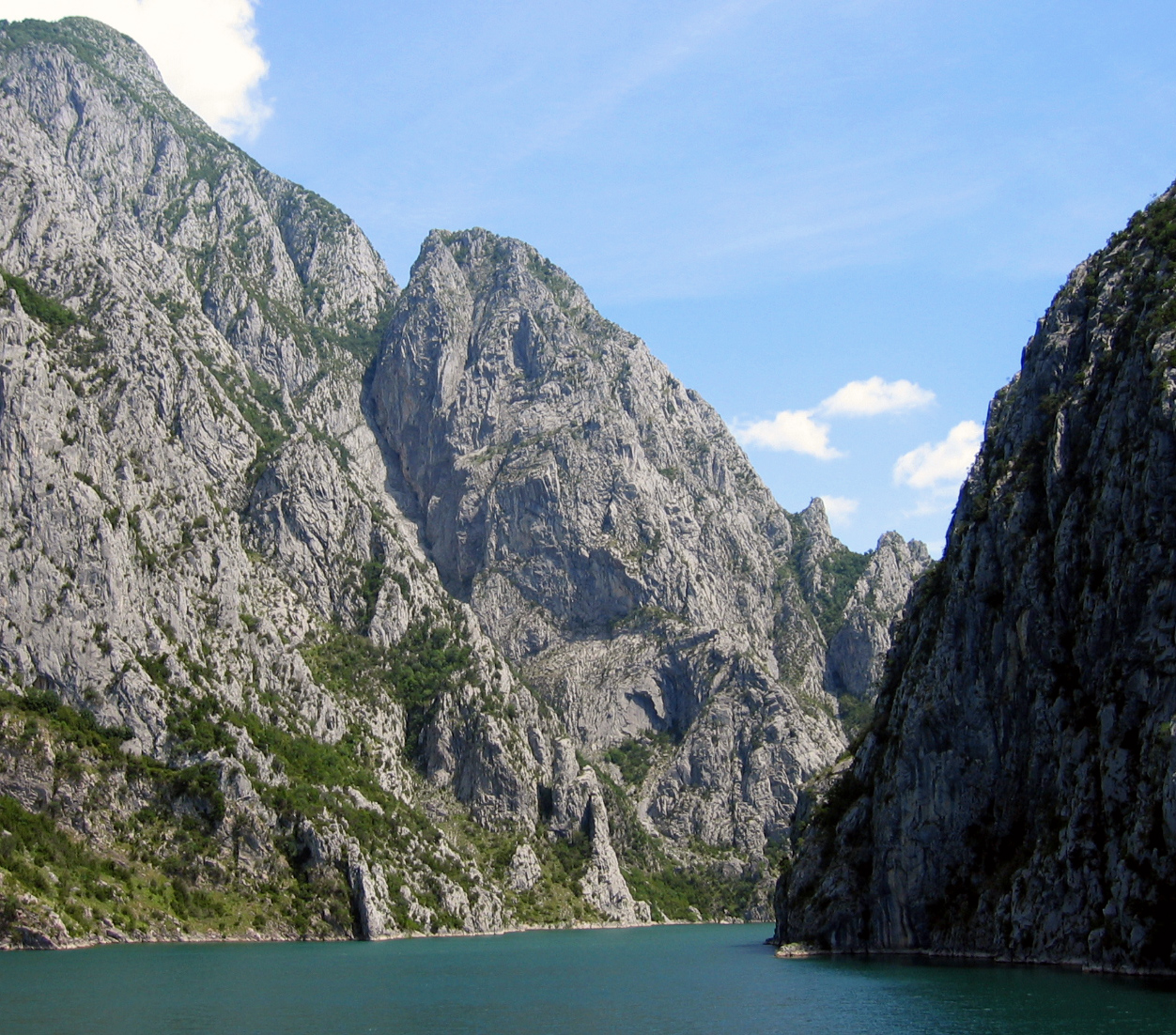
Jezero Koman (umělé) na řece, sevřené horami.

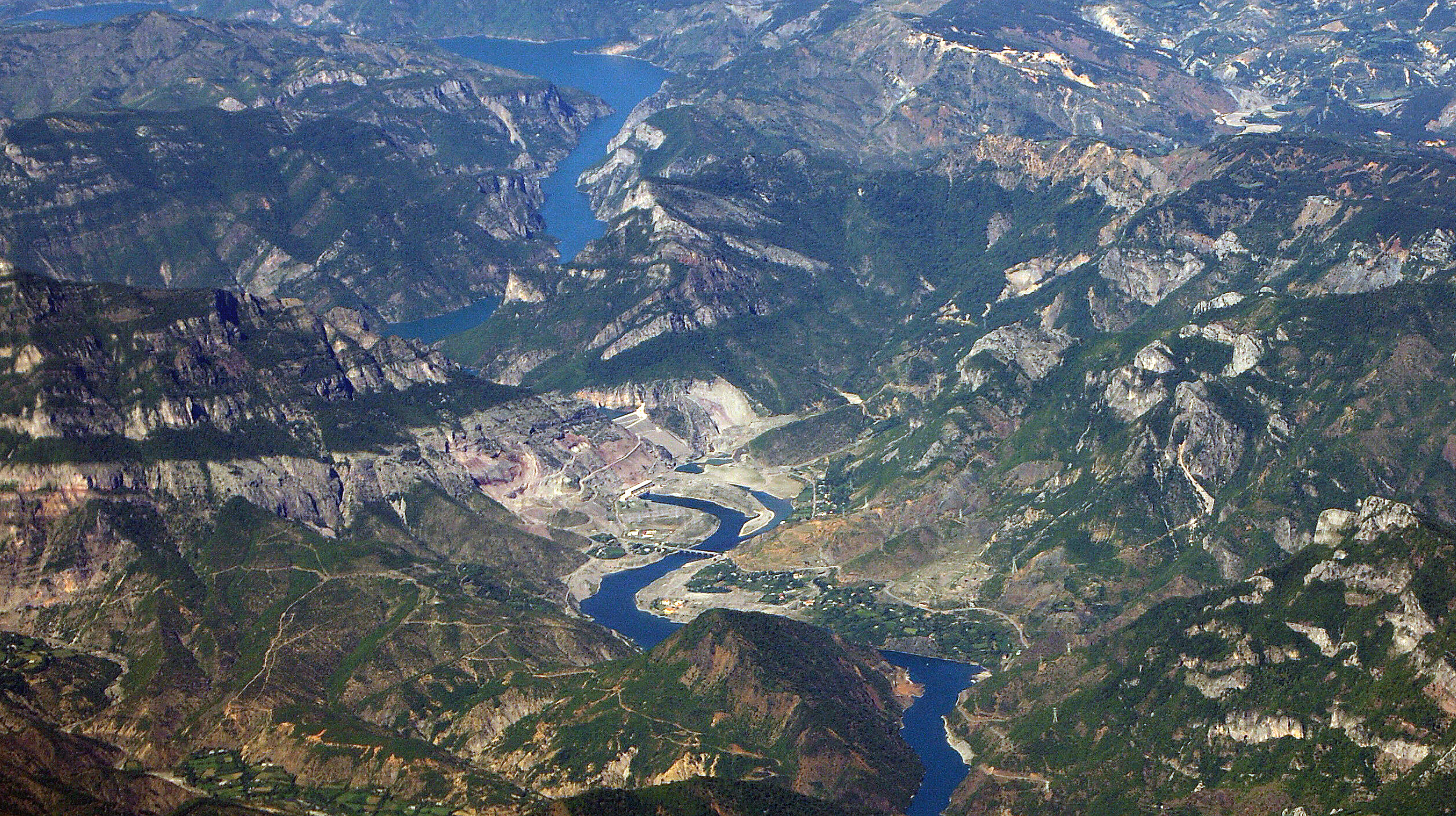
Letecký pohled na řeku v horské krajině.

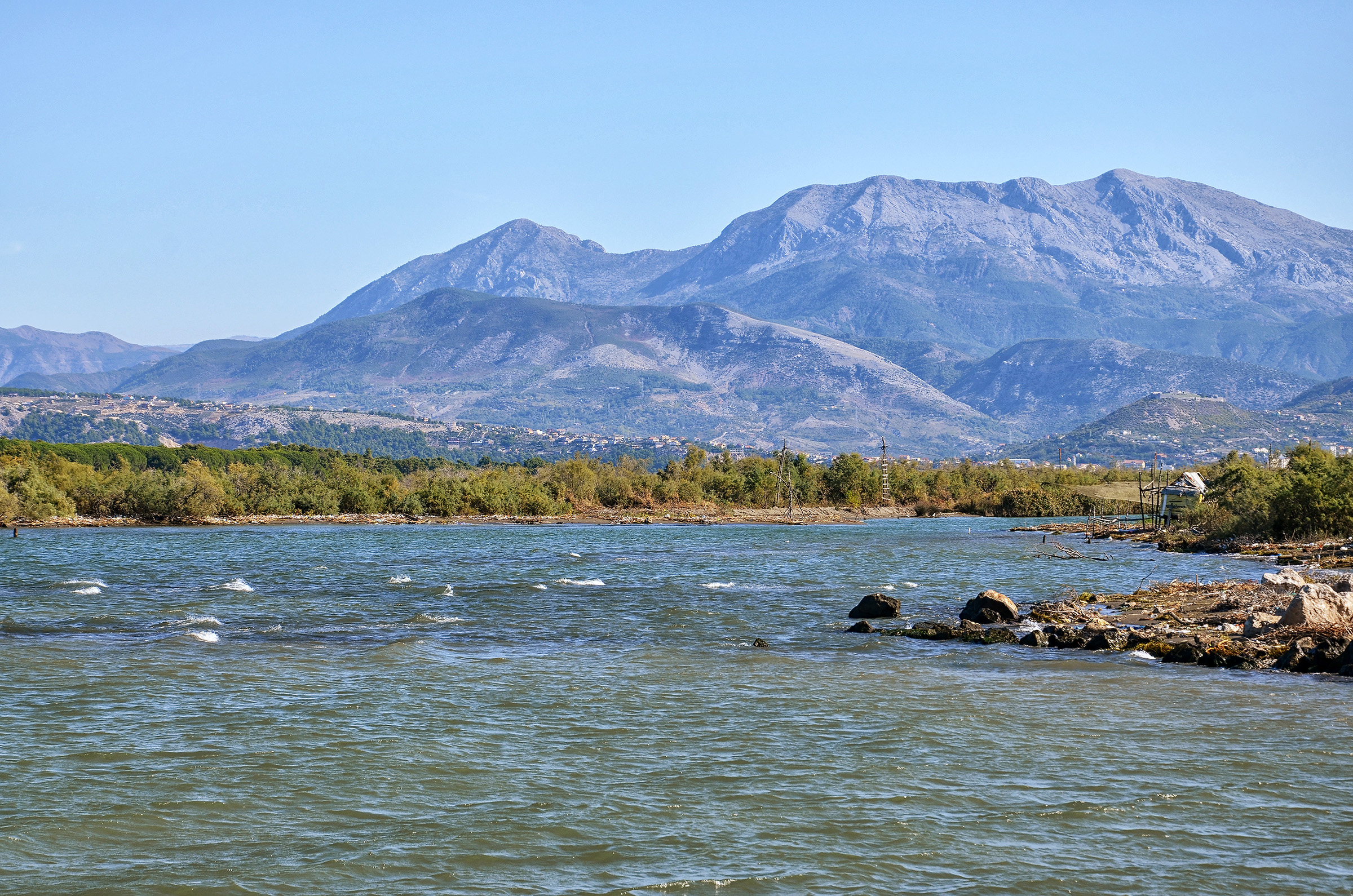
Jedno z ústí řeky do moře.

Drin (albánsky Drini, v srbsky Дрим, řecky Δρίνος) je největší řeka v Albánii (kraje Skadar, Kukës, Lezhë). Je 148 km dlouhá (včetně Černého Drinu 281 km). Povodí má rozlohu 12 600 km² a zasahuje i na území Kosova, Severní Makedonie, Řecka a Černé Hory.

## Název
Ve starověkých dokumentech se objevuje řeka pod názvem Drilon (starořecky Δρίλων). Název je pravděpodobně předalbánského i předslovanského původu, nicméně je příbuzný s názvem řeky Driny v Bosně a Hercegovině/Srbsku. Předpokládá se, že je starořeckého nebo ilyrského původu. Do latiny bylo převzato jako Drinus.

## Historie
Během středověku srbský vládce Štěpán Nemanja obsadil lokalitu Dukagjin a připojil ji ke svému panství. Řeka Drin tak tehdy plnila roli hranice mezi jeho státem a sousedními.
Poslední srbský patriarch do zrušení pećského patriarchátu v roce 1766, občanským jménem Vasilije Brkić ve své knize z roku 1771 s názvem Popis tureckých oblastí a jejich křesťanských národů a především národa srbského (srbsky Opis turskih oblasti i u njima hrišćanskih naroda, a naročito naroda srpskog) se věnoval popisu řeky Drinu a jeho okolí. Je dost pravděpodobné, že obyvatelstvo na horním toku řeky bylo do Stěhování Srbů slovanské; podle cestopisu z roku 1610 barského biskupa pravoslavné církve byl Drin hraniční řekou mezi Albánci a Srby (Slovany).
Rychlý tok v horách a výrazné klesání znamenaly, že po staletí byl Drin řekou, která vyvolávala velké a ničivé povodně především v nížinách, kde žije nejvíce lidí a kde se jeho voda od pradávna využívala k zavlažování.
Řeka původně měla jediné ústí, a to do moře u města Lezhë (dnešní jižní rameno). Po povodni v roce 1858 nicméně došlo k posuvu půdy a řeka si částečně vytvořila koryto nové jižně od města Skadaru a pevnosti Rozafat. V téže době dokumentoval údolí řeky a mosty, které přes ní vedly ruský diplomat a cestovatel Ivan Jastrebov. Zdokumentoval také v blízkosti vesnice Komane i pevnost s názvem Dalmácie. Řeka byla často spíše překonávána v mělkých a širokých místech, než po mostech. Rovněž ši povšiml i mnoha toponym slovanského původu, např. mulinavet (od slova mlýn) nebo vespas (od slova spása).
Na přelomu 19. a 20. století bylo údolí Drinu zvažováno jako místo pro výstavbu tzv. Dunajsko-jadranské železnice. Po balkánských válkách Srbsko pohlíželo na Drin jako na hraniční řeku.
V souvislosti s výstavbou drinské kaskády byl jižně od přehrady Vau i Dejës tok Drinu narovnán a upraven a zregulován odtok do jižního ramena řeky. Výstavba Drinské kaskády byla klíčová pro rozvoj ekonomiky Albánie a její energetiky. V případě nejvýše položené přehrady nicméně vzdutí překročilo státní hranici s tehdejší Jugoslávií, neboť přehradní jezero dosáhlo až k vesnici Dobrušte. Jugoslávská vláda proti tomuto kroku oficiální cestou protestovala, nicméně přehrada byla napuštěna a dokončena v plánovaném rozsahu. Albánie dokonce i před rokem 1991 vyvážela elektrickou energii právě do sousední Jugoslávie.
V roce 2020 byl podepsán strategický akční plán mezi zástupci jednotlivých zemí, jejichž řeky ústí do Drinu, nebo kterými Drin protéká, ve kterém se zavázaly k udržitelnému rozvoji údolí řeky.

## Průběh toku
Vzniká spojením svých dvou zdrojnic Bílého a Černého Drinu ve městě Kukës. Místo soutoku, které se nachází pod samotným městem je dnes součástí přehradního jezera a je zaplaveno. V jeho blízkosti se nachází místní část Drina uvedeného města a také Starý drimský most. Na břehu přehradního jezera stojí pevnost Kalaja e Sakatit. Poté pokračuje okolo vesnic Spas, Msi a Fierzë, než vstoupí do těžce přístupné horské krajiny Dukagjinu. U poslední uvedené obce přibírá řeku Valbonu. Během svého toku prochází řeka geologicky velmi bohatými částmi země, kdy se jednotlivé horniny často mění.
V uvedené oblasti teče řeka velmi hlubokým a přehradami částečně zahrazeným kaňonem, jehož hloubka dosahuje mnohdy více než 1 kilometr. Na druhé z tří velkých přehrad se nachází tzv. Kormanské jezero (albánsky Liqeni i Kormanit), které je oblíbeným cílem turistů. Jsou zde provozovány výletní lodě. Níže po proudu je potom patrný ostrov Shurdhah se stejnojmennou pevností.
Na dolním toku, v přímořské nížině u města Mjedë, se rozděluje na dvě ramena. Jižní rameno (též Lezshský Drin, albánsky Drini i Lezhës) se vlévá do Drinského zálivu Jaderského moře u města Lezhë. Severní hlavní rameno (albánsky Drini i Madh) ústí zleva do řeky Bune (Bojany), která odtéká ze Skadarského jezera. Obě ramena řeky jsou zde velmi široká, přinášejí z hor velké množství sedimentů a divoce meandrují. V případě již zmíněného jižního ramena, toto se u přehradní nádrže Vau i Dejës odpojuje jižním směrem a u obce Plezhë překonává silnici SH 1. Jeho směr potom vymezuje pohoří Mali i Karrakiq. Následně teče dále na jih do města Lezhë a za ním se stáčí na západ, kde ústí do moře. 

## Vodní stav
Vysoký vodní stav je v zimě a nízký v létě. Průměrný průtok činí přibližně 290 m³/s, a průměrná roční hodnota činí 189 m³/s. V době velkých povodní se zvyšuje hladina Skadarského jezera, které zaplavuje břehy u města Skadar. Přestože je řeka regulovaná, v nejnižší části pod drinskou kaskádou se často vylévá ze svého koryta. V případě velkých povodní se potom může vytvořit další koryto řeky, které dosáhne Jaderského moře u města Velipojë.

## Přítoky

### Zdrojnice
- Černý Drin odtéká z Ohridského jezera v Severní Makedonii.
- Bílý Drin pramení v Kosovu. Teče převážně v horách. Na středním toku protéká skrze jižní výběžky Severoalbánských Alp v soutěsce dlouhé 50 km a hluboké 1 000 m. Dříve byl Bílý Drin označován také jako Srbský Drin[zdroj?].

### Ostatní přítoky
Mezi přítoky řeky (po soutoku Černého Drinu a Bílého Drinu) patří Valbonë, Shalë, Nikaj, Gjadër a Kir. Řada menších toků se vlévá do Drinu v horských oblastech. Díky existenci vodní kaskády jsou ale soutoky řek většinou zatopené.

## Využití
Řeka byla v 60. a 70. letech přehrazena na několika místech vodními nádržemi. Vznikla tak tzv. Drinská kaskáda, která se táhne od města Kukës u hranice s Kosovem až po Skadar u hranice s Černou Horou. Přehrady Fierzë, Koman a Vau i Dejës vytvořily dlouhá jezera, která zaplavila hluboký kaňon řeky. Plánovány jsou i další přehrady, nicméně zde byl vyhodnocen negativní dopad na životní prostředí, což vedlo k podání žalob.
Zhruba deset společností využívá nebo hospodaří s vodou z řeky Drinu. Vodou z řeky je zásobováno jen na území Albánie přes 400 tisíc lidí. Mimo jiné se voda využívá v zavlažování především v nížinném toku, kde je rozváděna řadou kanálu, které vedou po celé rovinaté části severní Albánie. 
V nejnižších částech svého toku se těží na březích řeky štěrk nebo štěrkopísek. Doly se nacházejí jihovýchodně a jihozápadně od města Skadaru.
Řeka je v souvislém toku nesplavná, nicméně na některých umělých přehradních jezerech je provozována lodní doprava. 
V jejím údolí jsou vedeny některé dopravní (především silniční tahy), pouze však v jeho části (vzhledem k vysoké hladině umělých jezer). Na počátku 20. století byla údolím řeky zamýšlená i železniční trať, její výstavba však nebyla nikdy provedena. Souvislá silnice v údolí řeky nevede. Poté, co Drin opustí horská údolí (po přehradě Vau i Dejës) se nachází v jeho blízkosti větší počet silničních komunikací. Po hrázi přehrady je vedena i železnice (Železniční trať Skadar–Vorë). V blízkosti řeky vede velké množství elektrického vedení pro přenost energie z kaskády přehrad.

## Ochrana přírody
Ústí jižního ramena západně od města Lezhë je chráněno jako národní park (Národní park Kunë-Vain-Talë-Patok-Fushëkuqe-Ishëm). Okolí severního ramena je potom chráněnou krajinnou oblastí (Chráněná krajinná oblast Buna River-Velipojë). Řeka je vnímána na celoevropské úrovni jako klíčový bod z hlediska biodiverzity (anglicky biodiversity hotspot). V údolí Drinu se vyskytuje např. Pelikán kadeřavý.
Mezi rizika, která ohrožují podobu řeky a jejího údolí patří především vypouštění odpadů z polí, měst a průmyslu do řeky; tato praxe je rozšířená v celém regionu, ačkoliv je míra osídlení údolí Drinu nízká, dále nadměrné využívání vody, neudržitelná praxe v oblasti rybolovu a existence nelegálních staveb. Využívání hnojiv ovlivňuje kvalitu vody a způsobuje eutrofizaci. Znečištění zde vzniká i z těžby, neboť zdrojnice samotné řeky obklopují početné povrchové doly, kde se využívají různé chemikálie. Rizika mohou být i z uzavřených dolů na rudy, které leží na území dnešní Albánie. Kvalita vody je na měřících stanicích nicméně hodnocena jako dobrá, nejvíce znečištění bylo zjištěno na stanici Topojan.